# Вандернот, Александра
Алекса́ндра Вандерно́т (нидерл. Alexandra Vandernoot; 19 сентября 1965, Уккел, Бельгия) — бельгийская актриса.

## Биография
Родилась 19 сентября 1965 года в Уккеле, одной из девяти коммун Брюссельского столичного региона. Драматическому искусству обучалась в Брюссельской Консерватории.
Играет в театре. Снимается преимущественно во французских и бельгийских фильмах и сериалах. Наибольшую международную известность ей принесла роль Тессы Ноэль в телесериале «Горец».

### Личная жизнь
Дочь известного бельгийского дирижёра Андре Вандернота и югославской танцовщицы Душки Сифниос. Состоит в гражданском браке с французским режиссёром Бернаром Узаном, от которого родила двоих детей, Лео в 1995 году и Джулию в 2003 году. В 2011 году Узан снял фильм «Мишень на спине» с Александрой Вандернот в главной роли.

### Избранная фильмография
| Год       |     | Русское название                           | Оригинальное название                        | Роль              |
| --------- | --- | ------------------------------------------ | -------------------------------------------- | ----------------- |
| 1986      | ф   | Подвиги молодого Дон Жуана                 | L'Iniziazione                                | Элиза             |
| 1987      | ф   | Макияж для убийцы                          | Maskara                                      | Эвридита          |
| 1989      | ф   | Неприятности в раю                         | Trouble In Paradise                          | Францина          |
| 1990      | ф   | Дилемма                                    | Dilemma                                      | Карен Винк        |
| 1991      | с   | Мегрэ                                      | Maigret                                      | Анна Питерс       |
| 1991      | ф   | Профессиональные тайны доктора Апфельглюка | Les Secrets Professionneles du Dr Apfelgluck | бельгийка         |
| 1991      | ф   | Незнакомцы                                 | Strangers                                    | женщина           |
| 1992      | ф   | Ужин                                       | Le souper                                    | герцогиня Дино    |
| 1992—1998 | с   | Горец                                      | Highlander                                   | Тесса Ноэль       |
| 1994      | ф   | Афера                                      | L'affaire                                    | Элиза             |
| 1994      | ф   | Высокая мода                               | Prêt-à-Porter                                | журналистка       |
| 1994      | ф   | Оружие будущего                            | Doomsday Gun                                 | Мари              |
| 1995      | тф  | Особенная девочка                          | Une petite fille particulière                | Люси              |
| 1996      | ф   | Ягуар                                      | Le Jaguar                                    | Анна              |
| 1998      | ф   | Ужин с придурком                           | Le dîner de cons                             | Кристин Брошан    |
| 2000      | ф   | Саботаж!                                   | Sabotage!                                    | Леди Эдвина       |
| 2001      | ф   | Опасные                                    | Les Redoutables                              | Сабина            |
| 2001      | ф   | Хамелеон                                   | Le Placard                                   | Кристина          |
| 2002      | ф   | Гангстеры                                  | Gangsters                                    | Карин Бреман      |
| 2002      | ф   | Хоп                                        | Hop                                          | Комиссар Таминьё  |
| 2003      | док | Пять препятствий                           | De fem benspænd                              | Идеальная женщина |
| 2006      | тф  | Кронпринц Рудольф                          | Kronprinz Rudolf                             | Хелена Вечера     |
| 2009—2012 | с   | Справедливо или нет                        | A tort ou à raison                           | Флоранс Скола     |
| 2011      | тф  | Мишень на спине                            | Une cible dans le dos                        | Мона              |